# Robert N. Charrette
Robert N. Charrette (* 1953 in Providence, Rhode Island) ist ein US-amerikanischer Autor und Illustrator.
Charrette wuchs in Rhode Island auf. Er arbeitete als Grafiker, Spieledesigner und Autor. Er ist Coautor der Rollenspielsysteme Shadowrun und Aftermath! für die Firma Fantasy Games Unlimited. Bekannt wurde er durch die Bücher der Serien Shadowrun und BattleTech. Anschließend machte er einen Abschluss an der Brown University in Geologie und Biologie. Charrette ist Mitglied der Society for Creative Anachronism.

## Bibliografie
Battletech (Romane)
- 4 Wolf Pack (1991)
  - Deutsch: Wolfsrudel. Übersetzt von Christian Jentzsch. Heyne SF & F #5058, 1993, ISBN 3-453-06631-6.
- 25 Wolves on the Border (1988; mit Victor Milán)
- 28 Heir to the Dragon (1989)
  - Deutsch: Ein Erbe für den Drachen. Übersetzt von Christian Jentzsch. Heyne SF & F #4829, 1991, ISBN 3-453-05016-9.
- Wolfes On the Border (1988)
  - Deutsch: Wölfe an der Grenze. Übersetzt von Christian Jentzsch. Heyne SF & F #4794, 1991, ISBN 3-453-04990-X.
- Initiation to War (Battletech MechWarrior #4, 2001)
  - Deutsch: Feuertaufe. Übersetzt von Reinhold H. Mai. Fantasy Productions Phoenix #10576, 2002, ISBN 3-89064-576-3.

Kurzgeschichte:
- Wolves on the Border (1996, in: Michael A. Stackpole (Hrsg.): Malicious Intent)

Shadowrun
- 1 Never Deal with a Dragon (1990; auch: Never Deal With a Dragon)
  - Deutsch: Laß ab von Drachen. Übersetzt von Christian Jentzsch. Heyne SF & F #4845, 1991, ISBN 3-453-05371-0.
- 2 Choose Your Enemies Carefully (1990)
  - Deutsch: Wähl deine Feinde mit Bedacht. Übersetzt von Christian Jentzsch. Heyne SF & F #4846, 1991, ISBN 3-453-05376-1.
- 3 Find Your Own Truth (1991)
  - Deutsch: Such deine eigene Wahrheit. Übersetzt von Christian Jentzsch. Heyne SF & F #4847, 1992, ISBN 3-453-05829-1.
- 6 Never Trust an Elf (1992)
  - Deutsch: Trau keinem Elf. Übersetzt von Christian Jentzsch. Heyne SF&F #4985, 1993, ISBN 3-453-06615-4.
- 19 Just Compensation (1996)
  - Deutsch: Gerade noch ein Patt. Übersetzt von Christian Jentzsch. Heyne SF & F #5483, 1996, ISBN 3-453-10936-8.
- Just Compensation (1995, in: Caroline Spector (Hrsg.): Worlds Without End)
- Secrets of Power Trilogy (2018, Sammelausgabe von 1–3)

Artos – The Strange World of John Reddy / Schattenkrieg (Trilogie)
- 1 A Prince Among Men (1994)
  - Deutsch: Prinz des Dunkels. Übersetzt von Christian Jentzsch. Heyne SF & F #9090, 2000, ISBN 3-453-17221-3.
- 2 A King Beneath the Mountain (1995)
  - Deutsch: König des Unheils. Übersetzt von Christian Jentzsch. Heyne SF & F #9091, 2000, ISBN 3-453-17227-2.
- 3 A Knight Among Knaves (1995)
  - Deutsch: Ritter des Zwielichts. Übersetzt von Christian Jentzsch. Heyne SF & F #9092, 2000, ISBN 3-453-17231-0.

The Chronicles of Aelwyn (Trilogie)
- 1 Timespell (1996)
  - Deutsch: Der Turm der Zeit. Übersetzt von Christian Jentzsch. Heyne SF & F #9113, 2000, ISBN 3-453-17883-1.
- 2 Eye of the Serpent (1996)
  - Deutsch: Das Schlangenauge. Übersetzt von Christian Jentzsch. Heyne SF & F #9114, 2000, ISBN 3-453-17888-2.
- 3 Wizard of Bones (1997)
  - Deutsch: Der magische Pakt. Übersetzt von Christian Jentzsch. Heyne SF & F #9115, 2001, ISBN 3-453-17894-7.

Interstellar Defense League (Romane)
- 1 Face of the Enemy (1999)
- 2 Nature of the Beast (2004)
- Nature of the Beast (excerpt) (2004, Kurzgeschichte in: Mike Shohl (Hrsg.): The Eos Reader 2004 – 2005)

Kurzgeschichten
- Into the Shadows (1990, in: Jordan Weisman (Hrsg.): Into the Shadows)